# Michael Feiner
Jan Michael Feiner, född 17 april 1971, är en svensk låtskrivare och musikproducent.
Feiner är ena parten av den svenska house-duon The Attic. Andra parten är Eric Amarillo. De tävlade med låten "The Arrival" tillsammans med Therese Grankvist i Melodifestivalen 2007. Låten tog sig inte vidare från den tredje deltävlingen i Örnsköldsvik.
Tillsammans med Caisa deltog Feiner i den första deltävlingen av Melodifestivalen 2013. De framförde låten "We're Still Kids". Bidraget hamnade på sjätte plats i deltävlingen och gick inte vidare.